# Jasper Stuyven
Jasper Stuyven (ur. 17 kwietnia 1992 w Leuven) – belgijski kolarz szosowy.

## Osiągnięcia
Opracowano na podstawie:

2009
- 2. miejsce w Giro di Toscana
- 3. miejsce w Driedaagse van Axel
- 1. miejsce w mistrzostwach świata juniorów (start wspólny)

2010
- 1. miejsce w Paryż-Roubaix juniorów
- 1. miejsce na 3. etapie Driedaagse van Axel
- 1. miejsce na 4. etapie 3 Giorni Orobica
- 3. miejsce w mistrzostwach świata juniorów (start wspólny)
- 1. miejsce w Remouchamps-Ferrières-Remouchamps

2011
- 2. miejsce w Paryż-Roubaix U23

2013
- 1. miejsce w Volta ao Alentejo
  - 1. miejsce w klasyfikacji młodzieżowej
  - 1. miejsce w klasyfikacji punktowej
  - 1. miejsce na 2. etapie
- 3. miejsce w Liège-Bastogne-Liège U23
- 1. miejsce na 1. etapie Tour de Beauce
- 3. miejsce w Grote Prijs Jef Scherens

2015
- 1. miejsce na 8. etapie Vuelta a España

2016
- 1. miejsce w Kuurne-Bruksela-Kuurne

2017
- 2. miejsce w Kuurne-Bruksela-Kuurne
- 1. miejsce na 2. etapie Hammer Sportzone Limburg (drużynowo)
- 3. miejsce w mistrzostwach Belgii (start wspólny)
- 3. miejsce w BinckBank Tour
  - 1. miejsce na 7. etapie

2018
- 3. miejsce w mistrzostwach Belgii (start wspólny)
- 1. miejsce na 4. etapie BinckBank Tour
- 2. miejsce w Brussels Cycling Classic
- 3. miejsce w Grand Prix Cycliste de Québec
- 1. miejsce w Grand Prix de Wallonie
- 3. miejsce w Kampioenschap van Vlaanderen
- 1. miejsce w Grote Prijs Jef Scherens

2019
- 1. miejsce w Deutschland Tour
- 2. miejsce w Grand Prix de Wallonie
- 3. miejsce w Tour de l’Eurométropole

2020
- 1. miejsce w Omloop Het Nieuwsblad

2021
- 1. miejsce w Mediolan-San Remo
- 3. miejsce w Primus Classic
- 3. miejsce w Paryż-Tours

## Rankingi

### Kolarstwo szosowe
| Rok              | 2011 | 2012 | 2013 | 2014 | 2015 | 2016 | 2017 | 2018 | 2019 | 2020 | 2021 | 2022 | 2023 | 2024 |
| ---------------- | ---- | ---- | ---- | ---- | ---- | ---- | ---- | ---- | ---- | ---- | ---- | ---- | ---- | ---- |
| UCI World Tour   |      |      |      | 165. | 127. | 109. | 31.  | 19.  |      |      |      |      |      |      |
| World Ranking    |      |      |      |      |      | 115. | 33.  | 16.  | 42.  | 55.  | 17.  | 99.  | 71.  | 100. |
| UCI Europe Tour  | 500. | 747. | 107. |      |      | 121. | 110. | 13.  | 32.  | 45.  | 14.  | 83.  | 58.  | 81.  |
| UCI Asia Tour    | -    | -    | -    |      |      | 258. | 109. | -    |      |      |      |      |      |      |
| UCI America Tour | -    | 331. | 78.  |      |      | 502. | -    | -    |      |      |      |      |      |      |
|                  |      |      |      |      |      |      |      |      |      |      |      |      |      |      |
| Źródło: UCI      |      |      |      |      |      |      |      |      |      |      |      |      |      |      |